# 9305 Hazard
9305 Hazard eller 1986 TR1 är en asteroid i huvudbältet som upptäcktes den 7 oktober 1986 av den amerikanske astronomen Edward L.G. Bowell vid Anderson Mesa Station. Den är uppkallad efter den brittiske radioastronomen Cyril Hazard.
Asteroiden har en diameter på ungefär 3 kilometer.